# Panadží
Panadží (anglicky Panaji), dříve portugalsky též Nova Goa („Nová Góa“), je dnes hlavním městem indického svazového státu Góa. Panadží je dnešní úřední jméno města. Během portugalské koloniální nadvlády bylo známo jako Nova Goa, později anglicky New Goa; užívána byla i označení Pangim (portugalsky) a zejména Panjim (anglicky).
Panadží bylo původně malým předměstím města Velha Goa (Staré Góy). Po několika epidemiích (v první polovině 18. století) v tomto dosud hlavním městě Portugalské Indie získalo Panadží postupně na významu: roku 1759 je sem přeloženo sídlo vicekrále kolonie, roku 1843 se pak Panadží stává hlavním městem kolonie a dostává jméno Nova Goa. Po obsazení Goy indickou armádou roku 1961 se (nyní opět) Panadží stává hlavním městem svazových teritorií Góa, Daman a Díu, od roku 1987 – kdy se Góa stává svazovým státem – pak hlavním městem tohoto svazového státu.
Panadží je současně i největším městem státu Góa. Rozloha činí kolem 36 km², počet obyvatel obnáší kolem 60 000 (s předměstími pak kolem 100 000 obyvatel; údaje z roku 2004); vzhledem k mnoha vládním úřadům a organizacím však během pracovních dnů počet obyvatel značně vzrůstá.
Panadží leží na levém břehu řeky Mandovi. Především ve středu města se nachází mnoho staveb ve stylu portugalské koloniální architektury, mimo jiné barokní kostel Naší Paní Neposkvrněného početí z roku 1541; ve městě se však nachází i hinduistický chrám Mahalakšmí a mešita Džama Masžíd (Velká mešita). Zákonem je ustanoveno, že omítka budov ve středu města musí být každoročně obnovena. Další architektonické památky se nacházejí v blízkém okolí. Panadží je dnes ovšem i moderním městem se vzrůstajícím hospodářským významem.

## Partnerská města
- Lisabon, Portugalsko